# Mandoul Occidental
Mandoul Occidental er et af de tre departementer, som udgør regionen Mandoul i Tchad.
8°37′56″N 17°11′07″Ø / 8.6323°N 17.1854°Ø